# Limnophila (Limnophila) humidicola
Limnophila (Limnophila) humidicola is een tweevleugelige uit de familie steltmuggen (Limoniidae). De soort komt voor in het Neotropisch gebied.